# صبري سلامة
صبري محمود سلامة (4 يناير 1925 - 5 أبريل 1994) هو إذاعي وكاتب وشاعر مصري.

## حياته ونشأته
.
ولد في قرية شبرا باص (محافظة شبين الكوم - دلتا مصر) وتوفي في القاهرة. ساقه عمله الإذاعي إلى عواصم مختلفة، وعاش في مصر، والسعودية، وألمانيا، وفرنسا، وإسبانيا. النشاه كانت في مدينة السويس، وكان والده من علماء الأزهر، انتقل إلى القاهرة، ثم التحق بكلية الحقوق (جامعة فؤاد الأول) فتخرج منها عام 1952 - 1956، كتب العديد من الأعمال الفنية ومنها (على باب زويلة، ابن عروس، رابعة العدوية، فارس الليل التائب ابن عروس).

## مسيرته
يعد واحداً من عمالقه الإذاعة المصرية، وشاعر وأديب، قدم برنامجاً يومياً، ارتبط به مستمعي الاذاعه لسنوات طويلة وهو برنامج «ع الماشى»، من اعداده وتقديمه، كذلك برنامجه الممتع «قطوف الأدب من كلام العرب».
عمل مدرسًا، ثم انضم إلى الإذاعة المصرية (1957) وظل يتدرج من وظيفة مذيع، حتى أحيل إلى التقاعد (1990) مديرًا لمعهد تدريب المذيعين بالإذاعة والتلفزيون،. كان عضوًا باتحاد الكتاب، وعضوًا بالمجلس الأعلى للشؤون الإسلامية، وعضوًا بالمجالس القومية المتخصصة. حاضر في كلية الإعلام (جامعة القاهرة) وأقسام الإعلام بكليات ومعاهد أخرى.

## الإنتاج الشعري
له قصيدة: «السويس بلدي» - مجلة الزهور - ملحق الهلال - مايو 1974، وله قصائد كثيرة، بخطه، في أوراقه الخاصة لدى زوجته الإذاعية عواطف البدري.

## أعمال أخرى
كتب عددًا غير قليل من الأعمال الدرامية، ونصف الدرامية، للإذاعة، والتلفزيون، تأليفًا، أو إعدادًا، منها:
- إعداد الجزء الخامس من مسلسل: «محمد رسول الله»
- مسلسل تلفزيوني (60 حلقة) بعنوان: على باب زويلة.
- مسلسل تلفزيوني (30 حلقة) بعنوان: ابن عروس.
- سهرات عن: رابعة العدوية - خباب بن الأرت - القديسة دميانة وغيرها.

يدل برنامجه الإذاعي «قطوف الأدب من كلام العرب» على اتجاه موهبته وعنايته باللغة، وبالتراث، وهذا يتجلى في شعره أيضًا، وإذا لم يكن الشعر في بؤرة رسالته فإنه كان يشغل مكانًا في اهتمامه الإعلامي، وفي وعيه الإنساني الوطني كذلك.